# 赵廉 (1946年)
赵廉（1946年12月—），男，中华人民共和国政治人物，曾任中共西藏自治区党委常委、组织部部长，西藏自治区人大常委会副主任。